# José Pereira Liberato
José Pereira Liberato (São Francisco do Sul, ca. 1828 — Itajaí, 1885) foi um político brasileiro.
Foi deputado à Assembleia Legislativa Provincial de Santa Catarina na 15ª legislatura (1864 — 1865).
Foi vice-presidente da província de Santa Catarina, nomeado por carta imperial de 20 de setembro de 1879.